# David Joyce

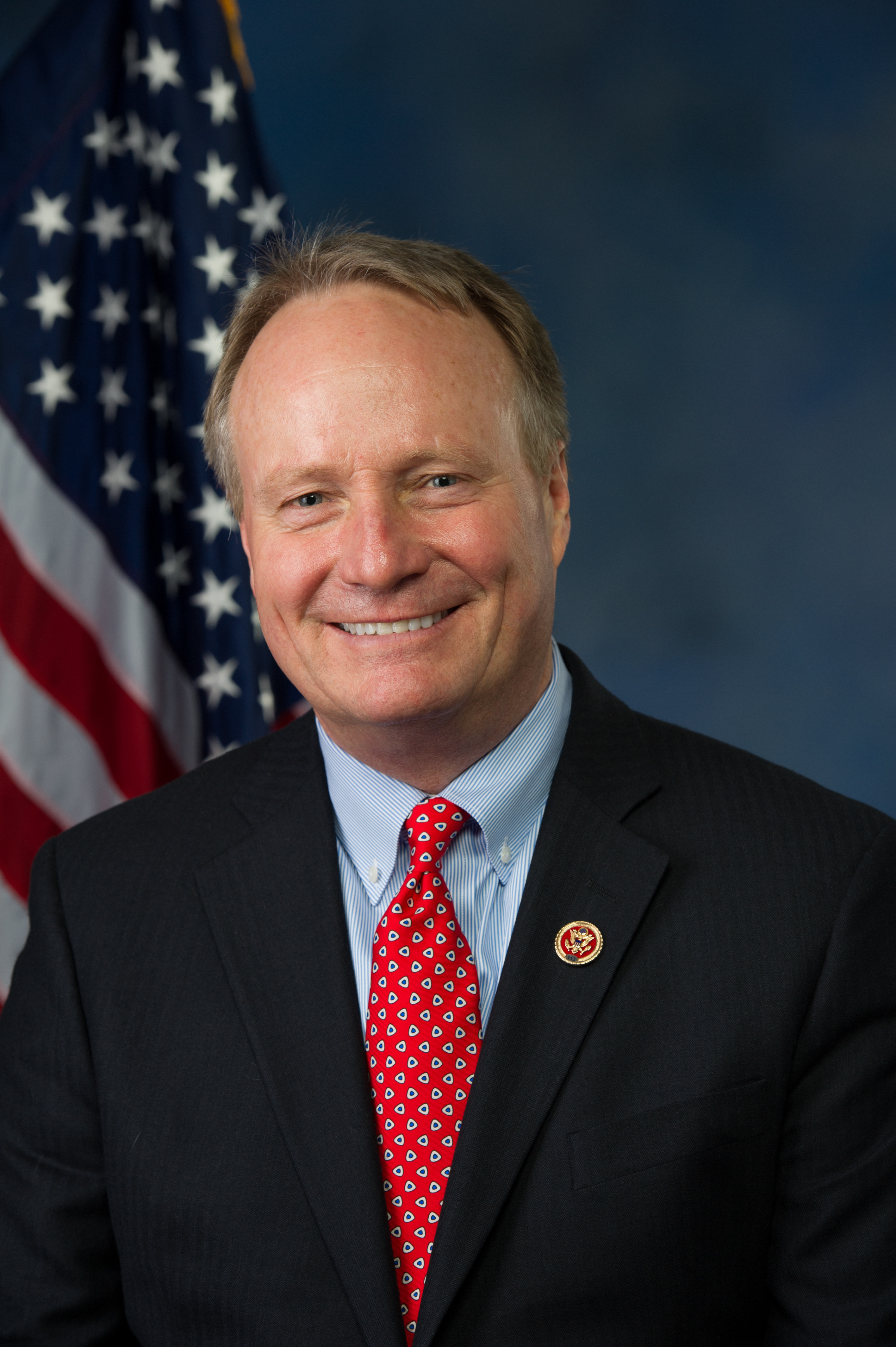
David Joyce (2013)

David Patrick Joyce (* 17. März 1957 in Cleveland, Ohio) ist ein US-amerikanischer Politiker (Republikanische Partei). Seit Januar 2013 vertritt er den 14. Distrikt des Bundesstaats Ohio im US-Repräsentantenhaus.

## Werdegang
David Joyce besuchte die West Geauga High School in Chesterland und studierte danach bis 1979 an der University of Dayton. Dort erlangte er den Bachelor of Science. Nach einem anschließenden Jurastudium an derselben Universität, wo er 1982 einen Juris Doctor (J.D.) erlangte, erfolgte im gleichen Jahr seine Zulassung als Rechtsanwalt und er begann als Jurist zu arbeiten. Zwischen 1983 und 1984 war er Strafverteidiger im Cuyahoga County und danach bis 1988 im Geauga County. Anschließend war er in diesem Bezirk von 1988 bis 2013 als Staatsanwalt tätig.
Joyce ist verheiratet mit Kelly, das Paar lebt im Bainbridge Township (Ohio). Gemeinsam hat das Paar drei Kinder.

## Politische Laufbahn
Politisch schloss er sich der Republikanischen Partei an. Bei den Kongresswahlen des Jahres 2012 wurde Joyce mit 54 Prozent der Stimmen, gegen den Demokraten Dale Virgil Blanchard und zwei weitere Kandidaten, im 14. Kongresswahlbezirk von Ohio in das Repräsentantenhaus der Vereinigten Staaten in Washington, D.C. gewählt, wo er am 3. Januar 2013 die Nachfolge des nicht mehr kandidierenden Steve LaTourette antrat. In der Wahl 2014 besiegte er Michael Wager von der Demokratischen Partei sowie David Macko von der Libertarian Party mit 63,3 %. 2016 konnte er sich mit 62,6 Prozent gegen seinen Demokratischen Herausforderer Michael Wager durchsetzen. Im Jahr 2018 hatte er sein bisher schlechtestes Wahlergebnis mit 55,2 % gegen die Demokratin Betsy Rader. Die Demokratin Hillary O'Connor Mueri besiegte er 2020 wieder mit einem besseren Ergebnis von 60 % der Stimmen. Bei den Wahlen 2022 setzte er sich mit 61,7 %  gegen Matt Kilboy von der Demokratischen Partei und bei der Wahl 2024 mit 63,4 % gegen den Demokraten Brian Bob Kenderes durch. Nachdem er bei allen Wahlen jeweils bestätigt wurde, kann er sein Mandat bis heute ausüben. Seine aktuelle, insgesamt Siebte Legislaturperiode im Repräsentantenhaus des 119. Kongresses läuft noch bis zum 3. Januar 2027.
Er ist ein Unterstützer des SAFE Banking Act.

### Ausschüsse
Joyce ist aktuell Mitglied in folgenden Ausschüssen des Repräsentantenhauses:
- Committee on Appropriations
  - Defense
  - Financial Services and General Government
  - Transportation, Housing and Urban Development, and Related Agencies
- Committee on Ethics